# Armee der Liebenden oder Aufstand der Perversen
Armee der Liebenden oder Aufstand der Perversen (L'Exèrcit dels Amants o la revolta dels pervertits) és un documental alemany de 1979 dirigit per Rosa von Praunheim. La pel·lícula, rodada principalment a San Francisco, relata l'auge del activisme gai als Estats Units entre 1972 i 1978, després dels aldarulls de Stonewall i abans de l'arribada de l'epidèmia de la sida. Explora, entre altres temes, la unitat inicial formada en l'època post-Stonewall, que s'acabaria disgregant en nombroses faccions. El moviment d'alliberament gai estatunidenc, enfortit per l'assalt de les iniciatives antigai liderades per Anita Bryant, sembla sotsobrar en la polarització i en el sorgiment de grups d'interès propi en un lideratge cada vegada més fracturat. La pel·lícula analitza si l'expressió sexual oberta i la promiscuïtat ajudaven o perjudicaven la causa dels drets dels homosexuals.
Entre els entrevistats es troben un nazi gai, estrelles de cinema porno gai, portaveus de la Gay Activists Alliance i de la més conservadora National Gay Task Force, líders de la Mattachine Society, les fundadores de les Daughters of Bilitis, així com el novel·lista John Rechy, que defensava la promiscuïtat masculina gai enfront de la postura del director que l'obsessió amb les «discos», els banys i els bars d'orgies estava danyant el moviment gai.
 apareix en un míting cantant I Need A Man, la qual cosa li suposa ser durament criticada per una feminista lesbiana.